# Suites Avenue Luxe
Suites Avenue Luxe és un hotel situat al Passeig de Gràcia, 83 de Barcelona. L'edifici forma part de l'Inventari del Patrimoni Arquitectònic de Catalunya.

## Història
En aquest indret hi hagué un edifici modernista de l'arquitecte Josep Domènech i Estapà construït el 1900 per encàrrec de Josepa Trius i Rodó, vídua de l'empresari tèxtil Ramon Almirall. Va ser enderrocat el 1959 i s'hi va aixecar un edifici d'oficines, projectat per l'arquitecte Leopold Gil i Nebot i conegut com a Edifici Europa, ja que hi tenia la seu l'empresa Europa S.A. Compañía Española de Capitalización. Als baixos hi havia la companyia aèria alemanya Lufthansa i el restaurant Tropeziens. A la dècada de 1980 va ser reformat.
A principis del segle xxi, l'equip d'arquitectes format per Toni Olaya de l'estudi Factoria UDA i Carles Bassó, amb la col·laboració de Toyo Ito pel disseny de la façana i del vestíbul van reformar de manera integral l'anterior edifici d'oficines.

## Descripció
El disseny de la façana s'inspira en les formes orgàniques de la naturalesa (niu d'oreneta). El material, fulles d'alumini de 8 mm, permet canviar de color segons la tonalitat de la llum solar. L'ús d'aquest tipus de façana també permet aconseguir un mur de separació entre els apartaments i la ciutat aïllant-los i mantenint la privacitat dels hostes sense perdre la visibilitat i la llum natural exterior.
L'interior s'organitza a partir d'un pati de llums de quarsita i vidre. Del disseny destaca l'ús de la combinació de diferents materials com, per exemple, marbre travertí i fusta de noguera a les zones comunes o pedra de quarsita i fusta del banús als passadissos.